# Rancho Alegre (programa)
Rancho Alegre foi um programa de humor brasileiro transmitido pela Rádio Tupi de São Paulo, entre 1946 e 1950. Era dirigido por Cassiano Gabus Mendes e estrelado por Mazzaropi, transmitido ao vivo do auditório da rádio, no bairro paulistano do Sumaré.
Em 18 de setembro de 1950, deu-se a inauguração da primeira emissora de televisão do Brasil, a TV Tupi de São Paulo. Na  quarta-feira, 20 de setembro de 1950, dois dias depois," Rancho Alegre" estreou como o primeiro programa humorístico da televisão brasileira. Alguns anos depois, em 1956, o apresentador Abelardo Barbosa (Chacrinha) faria uma série infanto-juvenil, em estilo faroeste, intitulada  Rancho do Mister Chacrinha, na qual interpretava o papel de Xerife. Muitos confundem a série infantil do Chacrinha com o programa humorístico de Mazzaropi. Ambos os programas foram exibidos pela TV Tupi. Rancho Alegre foi o primeiro programa da TV brasileira a ter patrocinador, a Philco. 
. 
Foi marcado por muita improvisação e o cenário muito simples. Alguns dias depois da estreia, Mazzaropi convida os atores Geny Prado e João Restiffe para se juntarem ao elenco. O programa ficou no ar por quase quatro anos, até 1954, mas deixou sua marca na televisão. Alguns anos depois, Mazzaropi faria o mesmo programa na TV Excelsior, com o título de Mazzaro...Piadas..